# Cité Joly
La cité Joly est une voie du 11e arrondissement de Paris, en France.

## Situation et accès
La cité Joly est une voie publique située dans le 11e arrondissement de Paris. Elle débute au 121, rue du Chemin-Vert et se termine en impasse.

## Origine du nom

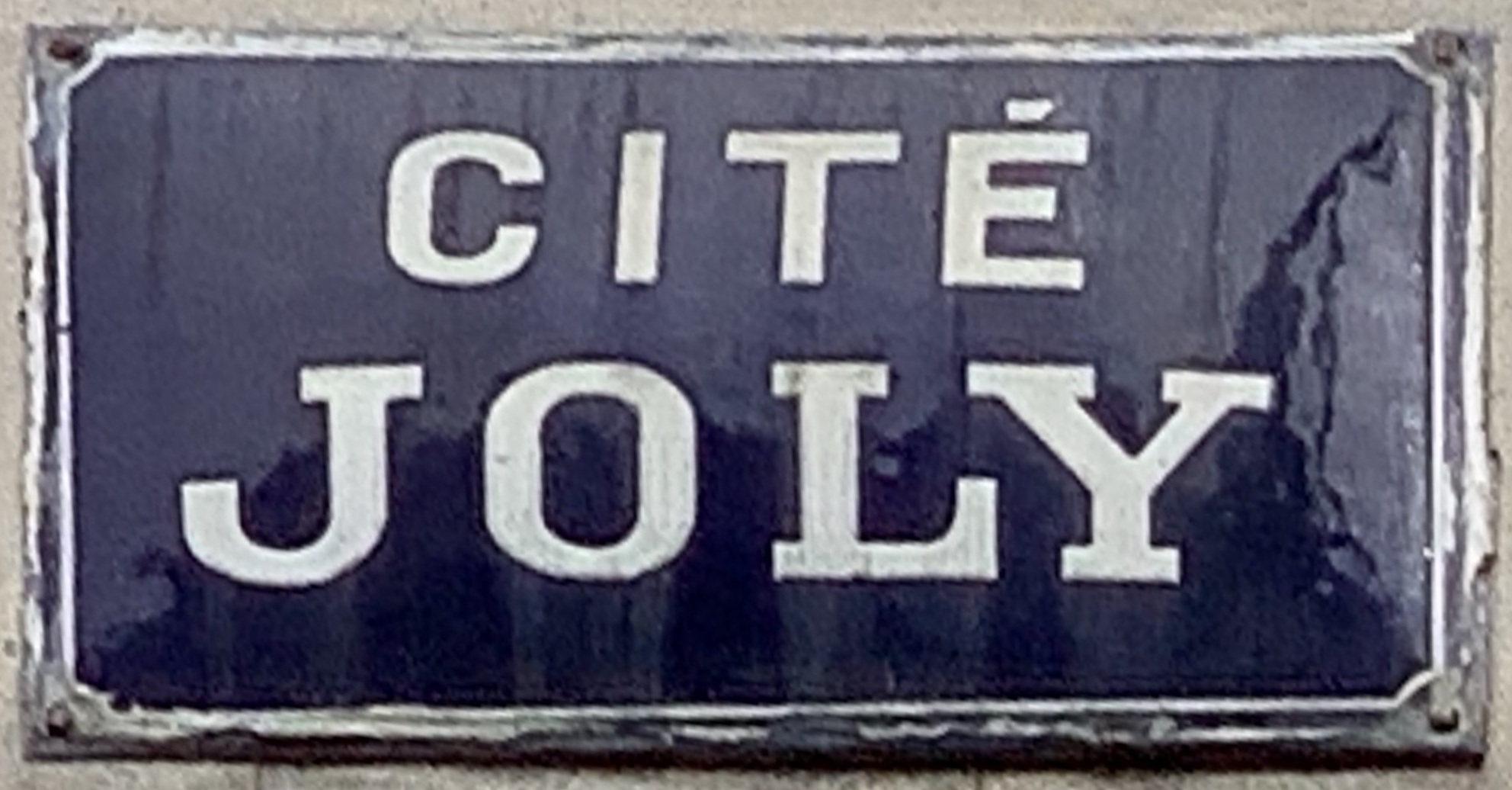
Plaque de la voie.

Elle porte le nom du propriétaire du terrain sur lequel elle a été ouverte.

## Historique
Elle a été classée dans la voirie parisienne par arrêté du 11 janvier 1966.